# Gąsienicowe Stawy

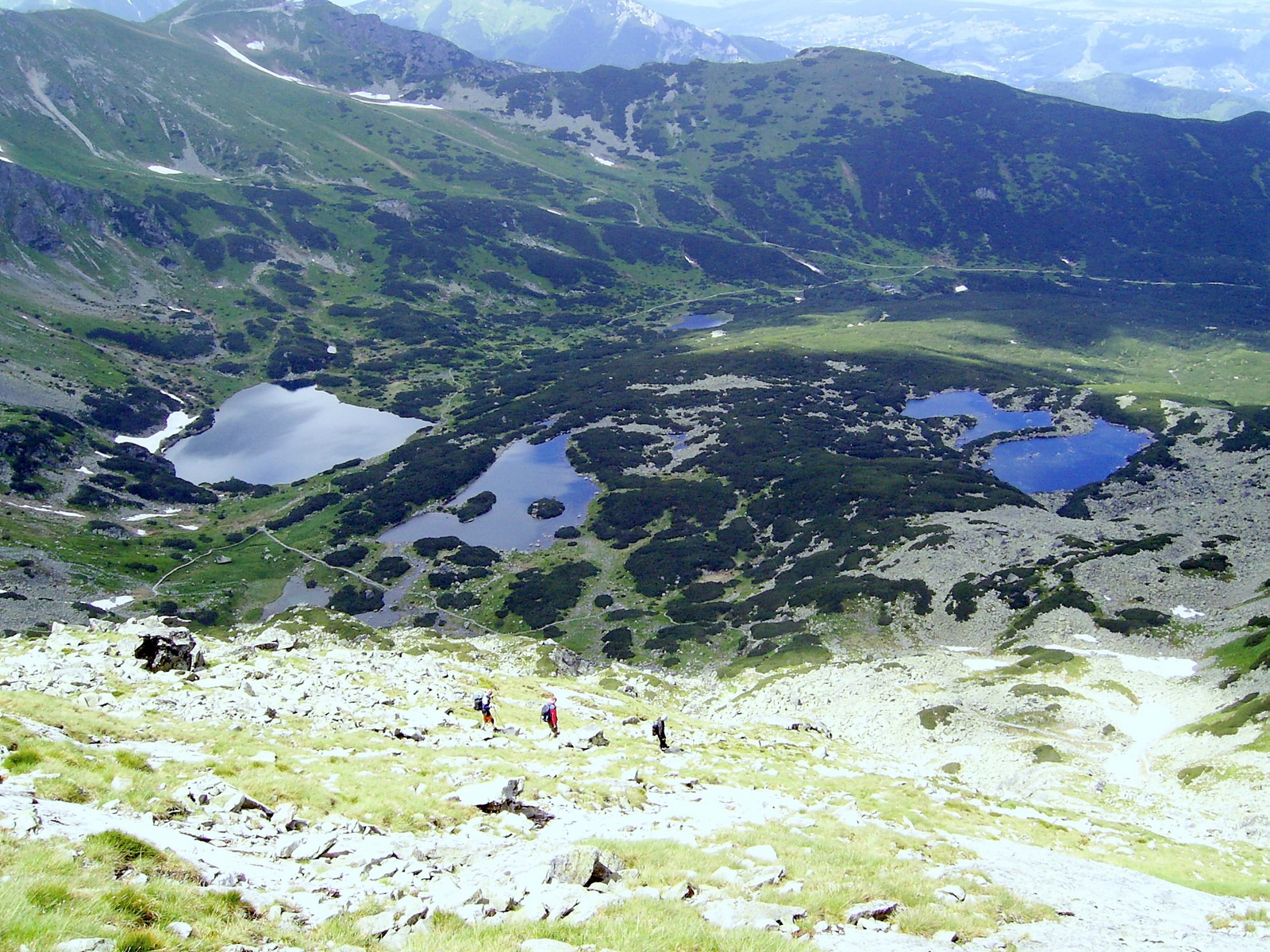
Stawy Gąsienicowe

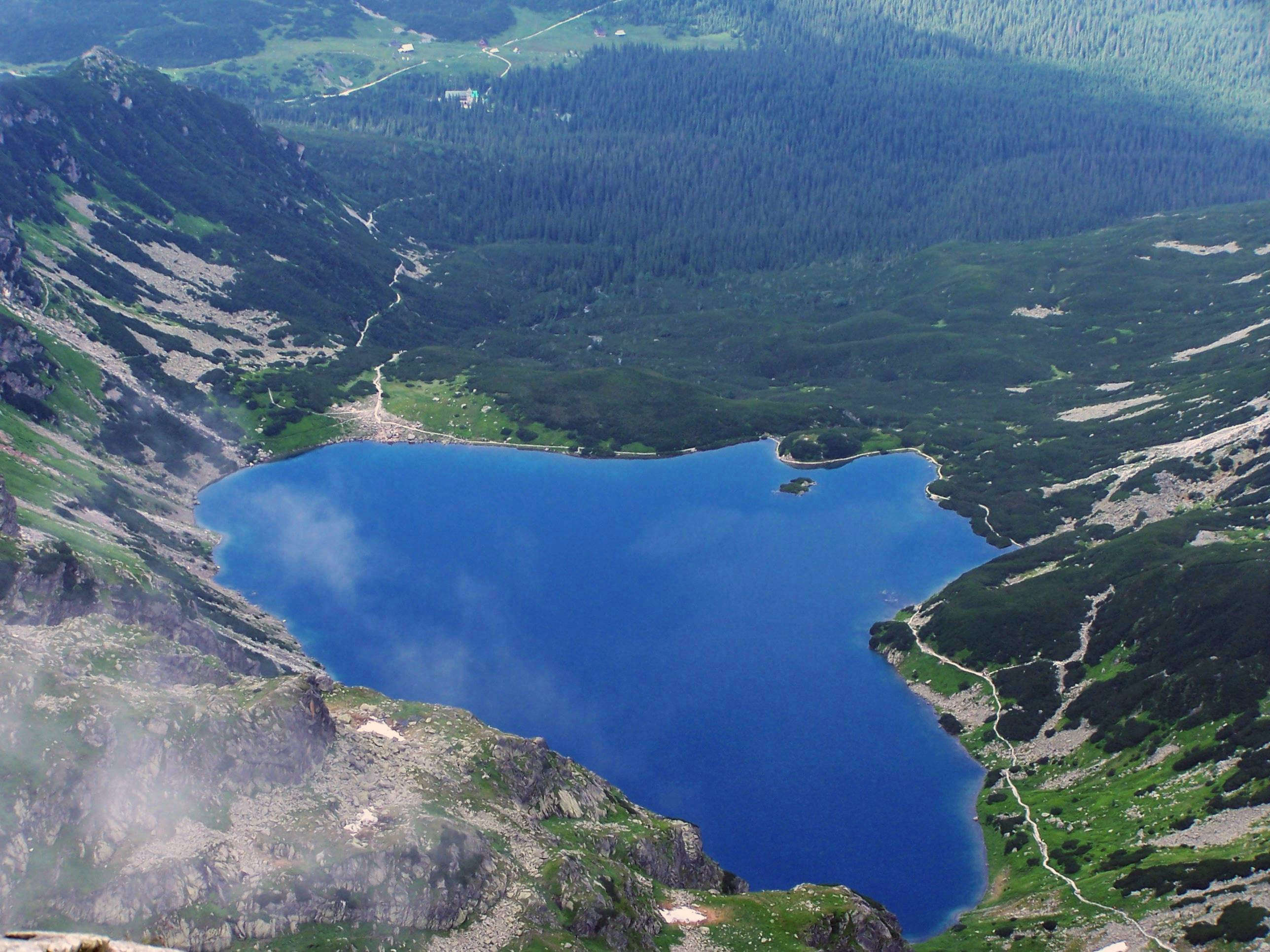
Czarny Staw

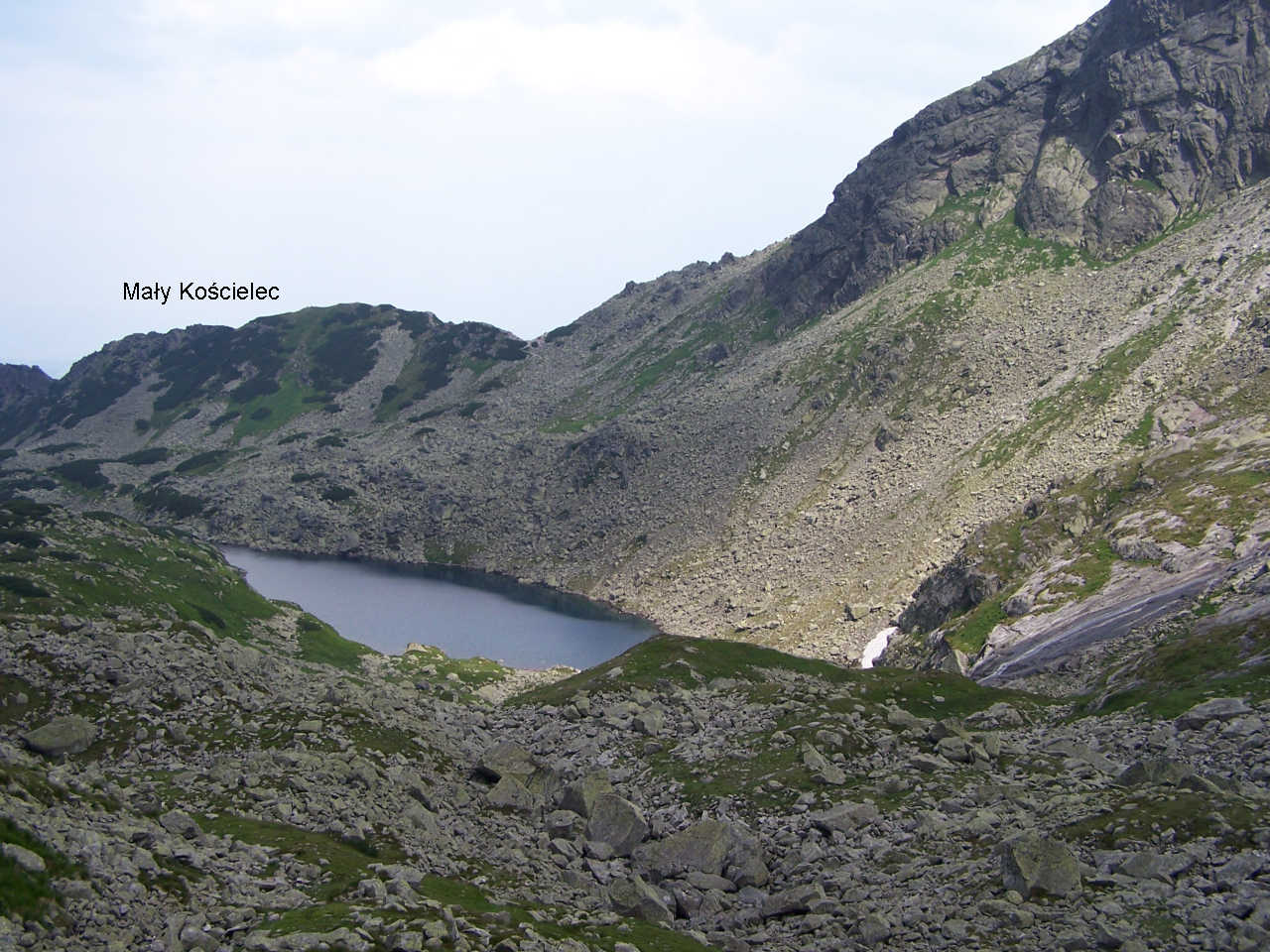
Długi Staw

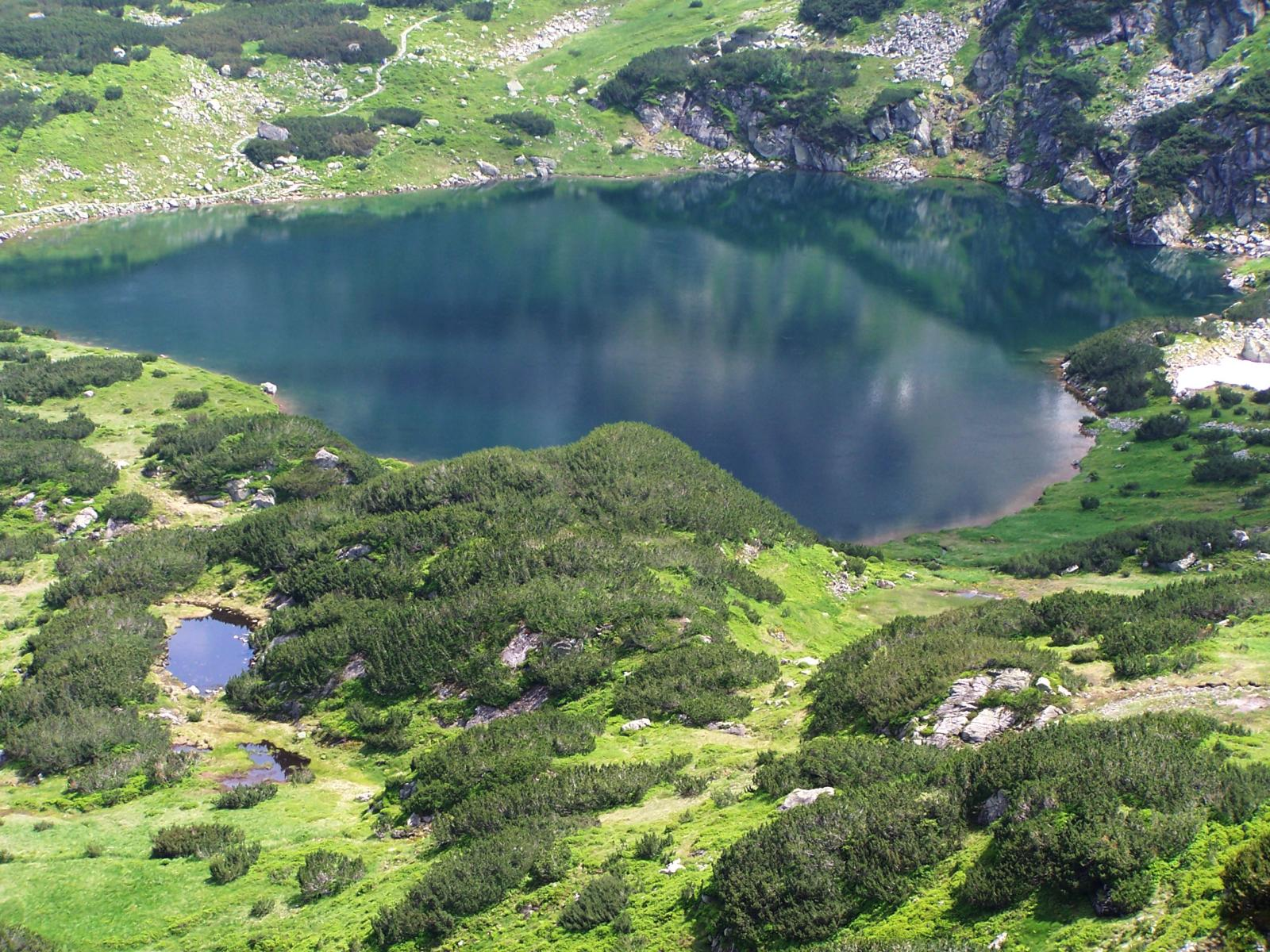
Zielony Staw i Kotlinowy Stawek

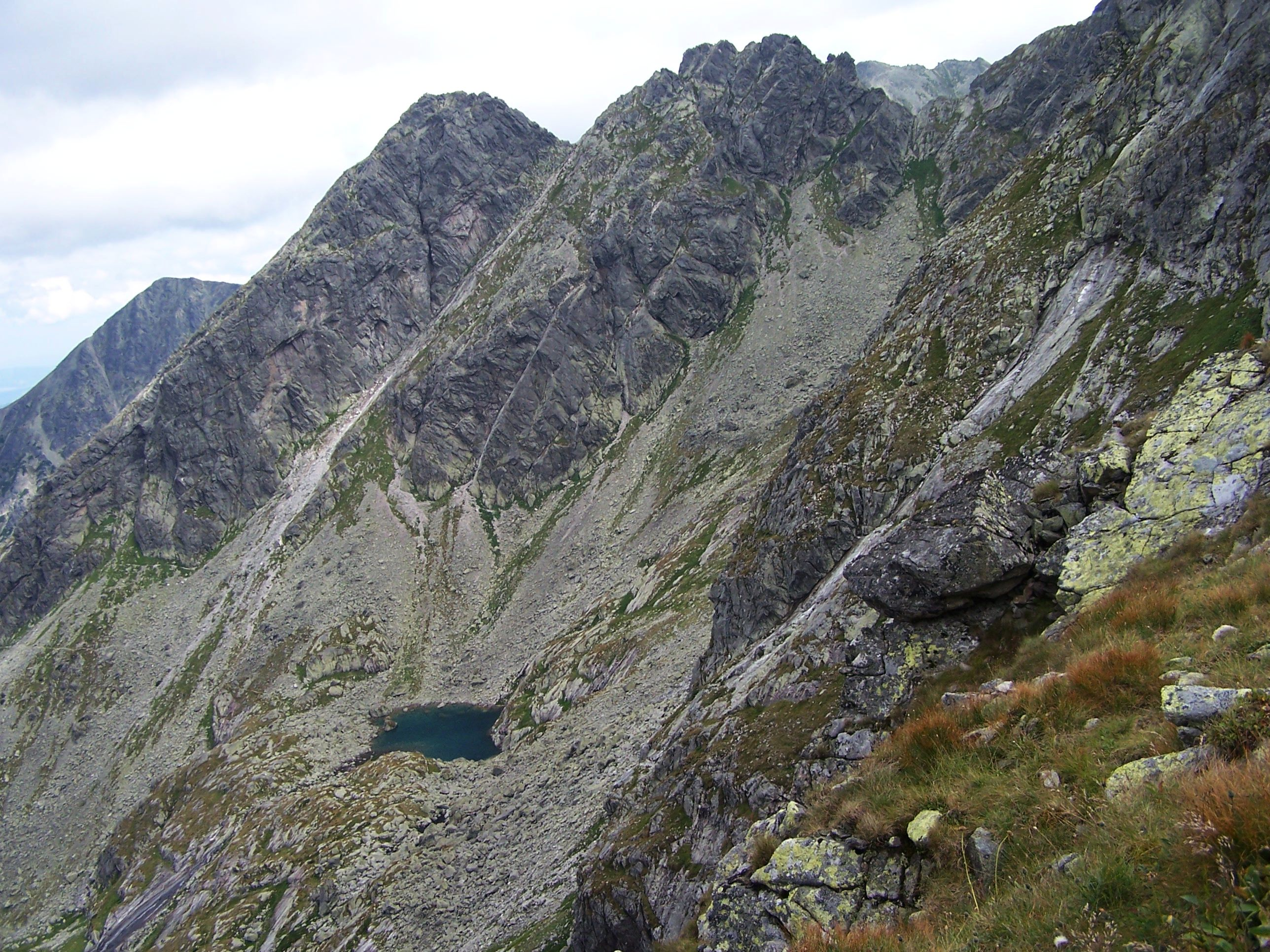
Zadni Staw w ścianie Kościelca

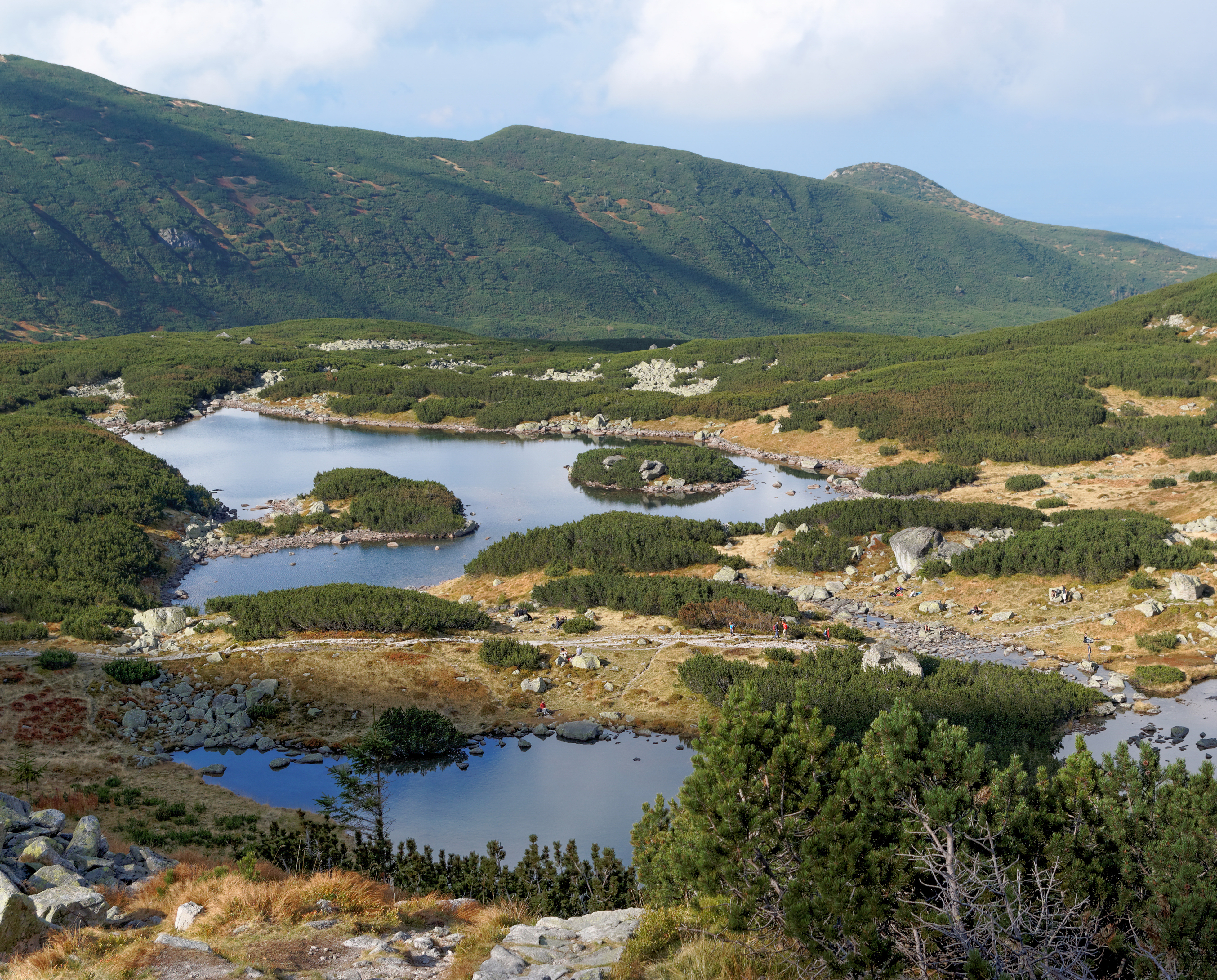
Kurtkowiec i Czerwone Stawki

Gąsienicowe Stawy (słow. Gąsienicove plesá, niem. Gąsienica-Seen, węg. Gąsienica-tavak) – grupa jezior w Dolinie Gąsienicowej, najliczniejsza w polskich Tatrach grupa stawów w jednej dolinie. W literaturze turystycznej podawana jest przeważnie liczba 21 stawów. Jednak informacje te – zarówno liczba stawów, jak i ich dane metryczne – bazując na przedwojennych pomiarach, nie zgadzają się ze stanem obecnym. Według nowszych danych z obserwacji lotniczych niektóre z tych stawów wyschły, a powierzchnia innych się zmniejszyła.
1. W części zachodniej, w Dolinie Zielonej Gąsienicowej znajdują się:
- Zielony Staw Gąsienicowy (3,764 ha)
- Długi Staw Gąsienicowy (1,564 ha)
- Kurtkowiec (1,536 ha z wyspą)
- Dwoisty Staw Gąsienicowy (dwa stawy: 1,355 i 0,880 ha)
- Zadni Staw Gąsienicowy (0,515 ha)
- Litworowy Staw Gąsienicowy (0,407 ha)
- Czerwone Stawki Gąsienicowe (dwa stawy: 0,196 i 0,138 ha)
- Mokra Jama (0,048 ha)
- Kotlinowy Stawek (0,021 ha)
- Dwoiśniaczek (cztery stawy: 0,019, 0,014, 0,007 i 0,002 ha)
- Troiśniak (trzy stawy: 0,017 i 0,003 ha, trzeci zanikający)
- Dwoiśniak (0,007 ha, dwa stawy, drugi staw wyschnięty)
- Jedyniak (0,006 ha)
- Samotniak (wyschnięty)

2. W części wschodniej, w Dolinie Czarnej Gąsienicowej znajdują się dwa stawy:
- Czarny Staw Gąsienicowy (17,94 ha)
- Zmarzły Staw Gąsienicowy (0,28 ha)

Dane metryczne stawu Mokra Jama nie są podawane w turystycznej literaturze, pomijany jest też w wykazach stawów, jednak jest dobrze znany turystom – znajduje się przy szlaku turystycznym i w porównaniu z kilkoma innymi opisywanymi jest znaczny. Oprócz tych wymienionych stawów w Dolinie Gąsienicowej są jeszcze okresowe, nieduże oczka wodne.
Najgłębszym z Gąsienicowych Stawów jest Czarny Staw Gąsienicowy (51 m – trzeci co do głębokości staw Tatr), jest on też największy pod względem powierzchni. Najwyżej położony jest Zadni Staw Gąsienicowy (1852 m), a najniżej – Mokra Jama. Najmniejsze są Jedyniak i Dwoiśniak. Wyschnął już Samotniak i jeden z Dwoiśniaków, zanika jeden z Troiśniaków. Wszystkie nazwy stawów są ludowego pochodzenia (z wyjątkiem nazwy stawu Samotniak). Zbiorowe określenie Gąsienicowe Stawy pochodzi od Doliny Gąsienicowej, ta zaś nazwa od Gąsieniców – nazwiska pierwszych jej właścicieli. W ludowym nazewnictwie używano nazwy Stawy.
Stawy są pochodzenia polodowcowego, w większości znajdują się w cyrkach lodowcowych. Niektóre, jak np. Dwoisty Staw, wypełniają zagłębienia pomiędzy zwałami głazów i piargów. Kotlinowy Stawek powstał w zagłębieniu po martwym lodzie. Stan wody w stawach jest na ogół wyrównany. Najwyższe stany przypadają w okresie wiosennych roztopów, najmniejsze w jesieni i w zimie. Poziom wody w stawach podnosi się też po dużych opadach deszczu (przeważnie z jednodniowym opóźnieniem). Niektóre ze stawów dają początek potokom; z Czarnego Stawu wypływa Czarny Potok, z Zielonego Stawu Sucha Woda.
W stawach nie występowały ryby. Wiele z nich zostało jednak w latach 50 i 60 XX wieku sztucznie zarybionych poprzez wpuszczenie do nich pstrągów. Było to nieprzemyślane działanie, o skutkach szkodliwych dla fauny tych stawów. W zimnych oligotroficznych jeziorach tatrzańskich fauna drobnych zwierząt mogących stanowić pokarm dla ryb jest bardzo uboga. Pstrągi w niektórych stawach wyginęły zupełnie, w innych nieliczne wegetują, wyjadając drobne bezkręgowce. Największą szkodę spowodowało zarybienie Dwoistego Stawu. Występował w nim będący polodowcowym reliktem skorupiak skrzelopływka bagienna; było to jedyne stanowisko tego gatunku w całej Polsce. Najprawdopodobniej właśnie zarybienie było przyczyną jego wyginięcia; w niewielkim stawku pstrągi wyniszczyły go zupełnie, nim w zimie wyginęły – zarybiający nie wzięli pod uwagę, że w zimie staw ten traci wodę pod lodem. TPN nie wyklucza w przyszłości restytucji skrzelopływki przy pomocy osobników z Wyżniego Małego Furkotnego Stawku.